# Scymnoplastophilus
Scymnoplastophilus är ett släkte av skalbaggar. Scymnoplastophilus ingår i familjen vivlar.
Kladogram enligt Catalogue of Life:
| Scymnoplastophilus | \| \| Scymnoplastophilus apicata \| \| \| \| \| \| Scymnoplastophilus bicolor \| \| \| \| \| \| Scymnoplastophilus bondari \| \| \| \| \| \| Scymnoplastophilus guareae \| \| \| \| \| \| Scymnoplastophilus lacordairei \| \| \| \| \| \| Scymnoplastophilus marshalli \| \| \| \| \| \| Scymnoplastophilus nigrispinis \| \| \| \| \| \| Scymnoplastophilus sexpinosus \| \| \| \| |
|                    | \| \| Scymnoplastophilus apicata \| \| \| \| \| \| Scymnoplastophilus bicolor \| \| \| \| \| \| Scymnoplastophilus bondari \| \| \| \| \| \| Scymnoplastophilus guareae \| \| \| \| \| \| Scymnoplastophilus lacordairei \| \| \| \| \| \| Scymnoplastophilus marshalli \| \| \| \| \| \| Scymnoplastophilus nigrispinis \| \| \| \| \| \| Scymnoplastophilus sexpinosus \| \| \| \| |
|                    | Scymnoplastophilus apicata |
|                    | |
|                    | Scymnoplastophilus bicolor |
|                    | |
|                    | Scymnoplastophilus bondari |
|                    | |
|                    | Scymnoplastophilus guareae |
|                    | |
|                    | Scymnoplastophilus lacordairei |
|                    | |
|                    | Scymnoplastophilus marshalli |
|                    | |
|                    | Scymnoplastophilus nigrispinis |
|                    | |
|                    | Scymnoplastophilus sexpinosus |
|                    | |